# 哈倫鎮區 (堪薩斯州史密斯縣)
哈倫鎮區（英語：Harlan Township）為美國堪薩斯州史密斯縣轄下的鎮區。2010年美国人口普查中該鎮區人口有83人。

## 地理
哈倫鎮區涵蓋總面積為93.04平方（35.92平方英里）。

## 人口統計
根據2010年美國人口普查，哈倫鎮區人口有83人，住房48戶，人口密度為0.89人/每平方公里。此鎮區居民之種族中，白人佔97.59%，非裔美國人佔2.41%，美洲原住民佔0%，亞裔美國人佔0%，太平洋島裔美國人佔0%，其他種族佔0%，混血種族則佔0%。而西班牙裔或拉丁裔美國人佔此鎮區人口的0%。

## 交通

### 主要公路
- 281號美國國道
- 9號堪薩斯州州道